# Борик (головной убор)

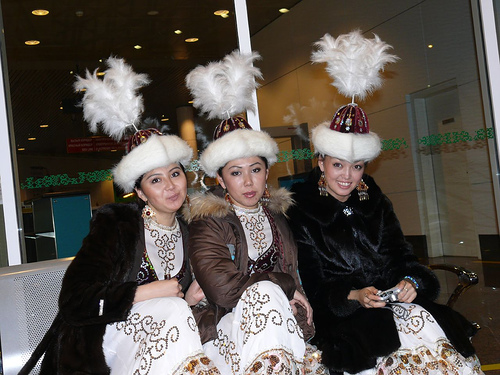
Казахские девушки в традиционных бориках

Борик — «древнейший тюркский головной убор». Первоначально представлял собой обёрнутую вокруг головы звериную шкуру, — особенно волка. Шкура волка (каз. бөрі) имела сакральное значение у гуннов, считавших волка, как и многие позднейшие кочевые племена, своим прародителем. Головной убор грозных завоевателей оказался не только надёжным талисманом, но и вполне комфортным утеплением головы в условиях суровых степных зим и прохладного межсезонья, и с тех пор распространился среди большинства тюркских народов.
Позднее тулья борика изготавливалась не из шкурок, а из плотных тканей — бархата, плюша, атласа, сукна, — на шерстяной подкладке. Дорогие экземпляры украшались вышивкой. Обязательная опушка делалась из меха — норки, выдры, куницы, лисы, волка, соболя, мерлушки.
Формы и стиль бориков складывались исторически и географически, и часто указывали на племенную принадлежность или социальный статус носителя: удлинённые, продолговатые, овальные, с острым верхом, плоские, круглые, с углублениями, четырёхгранные, — становясь даже самоназванием отдельных родов (кызыл-борик).
Женские борики изготавливались высокими, продолговатыми; верх делался с четырьмя мягкими углублениями и украшался перьями священных птиц — филина, совы, цапли, — изначально имевших функцию оберега; драгоценными камнями, золотыми и серебряными монетами, бусами, жемчугом, монистами и т. п. Опушка женских бориков, в отличие от мужских, накладная, её невозможно отвернуть. Женщины носили борики в основном зимой и только до замужества. Самый нарядный девичий борик родители невесты отдавали сватам во время переговоров о свадьбе, что считалось завершением переговоров и залогом будущего союза. На свадьбе борик с пером филина надевал уже жених.
Украшенный и декоративный борик носили и акыны-сказители, певцы-импровизаторы, кюйши-музыканты, а также те, кто развлекал на семейных праздниках — тоях.
Самый известный борик — шапка Мономаха.